# Secesión en Nueva York

Mapa del Estado de Nueva York

Ha habido varios movimientos respecto a la secesión en Nueva York. Los más importantes han sido las propuestas del estado de Long Island (separando toda la isla de la ciudad de Nueva York), los condados septentrionales en el Norte de Nueva York (convirtiendo a la ciudad en un estado), una propuesta por un nuevo condado Peconic al este de Long Island, y la de separar los barrios de Staten Island y Brooklyn de la ciudad.

## Historia

### Era posrevolución
En la batalla tras la ratificación de la constitución de los Estados Unidos en 1787, en 1788 el gobernador George Clinton en Albany deseaba mantener independiente su poder, lo que situó a los anti-federales en la oposición, y recibió el apoyo de Alexander Hamilton y los federalistas, principalmente urbanitas que vieron su oportundiad dentro de una mayor unión nacional. Se publicaron como su manifiesto los Papeles Federalistas en los periódicos neoyorquinos. Había una auténtica división, y con la reciente independencia de Vermont, una amenaza real de la secesión de la ciudad de Nueva York y los condados meridionales de unirse al nuevo gobierno federal. Los líderes del condado Richmond, que siempre mantenían una posición un tanto ambigua, amenazaron con unirse a Nueva Jersey. Con el temor de que la secesión marginara al gobernador Clinton y al ligeramente más desarrollado norte, se acordó finalmente la ratificación, poniendo fin a la crisis.
Al mismo tiempo, gran parte de lo que ahora es el norte de Nueva York era entonces territorio disputado con Pensilvania, Massachusetts y Connecticut. Todos ellos reclamaban parte del territorio apenas desarrollado. No fue hasata la Compra de Phelps y Gorham y la Compra de Holanda cuando ese territorio se convertiría en parte de Nueva York.

### Durante la guerra civil
Durante el periodo de la crisis nacional justo antes de la Guerra de Secesión, el alcalde demócrata Fernando Wood propuso la secesión de la ciudad en forma de ciudad-estado bajo el nombre de Ciudad Libre de Tri-Ínsula (Free City of Tri-Insula en inglés, Tri-Ínsula significa tres islas en latín), englobando de esta forma a Manhattan, Long Island y Staten Island. En un discurso al Consejo Común de la ciudad el 6 de enero de 1861, el alcalde Wood expresó su simpatía Copperhead con los estados secesionistas y su deseo de mantener la rentabilidad del comercio de algodón, confiando en que la ciudad estado prosperara con las tasas que en aquel entonces suponían las dos terceras partes de la recaudación federal. Mostró asimismo especial descontento con el gobierno estatal en Albany. Sin embargo, la idea de abandonar los Estados Unidos pareció demasiado radical incluso durante la agitación de 1861 y no fue bien recibida, más aún tras el bombardeo de Fort Sumter iniciado el 12 de abril por parte de los sureños. No obstante, la guerra y el reclutamiento resultaron más bien de poco agrado en la ciudad, desatando así los sangrientos motines de Nueva York.
Casualmente, la localidad Town Line, situada más al norte, no votó por la secesión de la Unión, contribuyendo con varias tropas a la Confederación. Town Line no reincorporó a la Unión hasta 1946, sus habitantes pagaban impuestos durante ese tiempo "al margen de la unión", lo cual duró 85 años.

### 1969
En 1969, el escritor Norman Mailer y el columnista Jimmy Breslin se presentaron juntos en una papeleta independiente con la intención de alcanzar la alcaldía y la presidencia del ayuntamiento, enfrentándose al alcalde John Lindsay. En su agenda se encontraba convertir a Nueva York en el 51.º estado del país. A la pregunta sobre el nombre del nuevo estado, Breslin dijo que la ciudad se merecía mantener Nueva York (New York en inglés) y que el resto del territorio debería renombrarse como Búfalo, por ser esta su ciudad de mayor tamaño.

### Años 2000

Una bandera de 51 estrellas.

El 26 de febrero de 2003 el miembro del ayuntamiento de Astoria Peter Vallone propuso un proyecto que recibió el apoyo de 20 de los 51 concejales. Este revivía la idea sobre un referéndum sobre la secesión del estado de Nueva York en el contexto de la división entre estado rojo y azul, y la oposición a las actuaciones del gobernador George Pataki. Un comité redactó un informe pero apenas se tomaron medidas posteriores y el proyecto se reintrodujo con otra propuesta en la misma fecha del año 2004. Tal como el alcalde Wood, el concejal Vallone ha enfatizado los beneficios fiscales de la secesión, en esta ocasión con ingresos que no provendrían de tasas sino de Wall Street. Vallone reintrodujo el proyecto en 2006.
En enero de 2008, Vallone ofreció de nuevo un proyecto a favor de la separación de la ciudad de Nueva York del estado. Después de que el alcalde Michael Bloomberg declarara ante los legisladores del estado que la ciudad de Nueva York aporta al estado 11 billones de dólares más que lo que recibe, Vallone dijo que: "Si no la secesión, que alguien me diga por favor qué otras opciones tenemos si el estado va a continuar tomando billones de nosotros y devolviéndonos peniques. ¿Deberíamos aumentar los impuestos algo más?, ¿deberíamos cancelar más servicios?, ¿o deberíamos considerar seriamente separarnos nosotros solos?" El ayuntamiento de la ciudad planteó reunirse para tratar el tema.

## Secesión de Long Island
Mientras tanto, ha habido peticiones en Long Island y el condado de Suffolk para separarse también del estado de Nueva York. El auditor del condado de Sulffok y exmiembro de la asamblea del estado Joseph Sawicki (republicano) ha pedido la separación de Long Island, sosteniendo que la región, una de las más ricas del estado, recibe solo 5,2 billones en pagos estatales y paga 8,1 billones en impuestos. El ejecutivo del condado de Nassau Ed Mangano se manifestó a favor de la propuesta en abril de 2010 y encargará un estudio sobre el asunto. Hasta la misma Long Island tiene movimientos secesionistas en su interior, como los condados de Kings, Queens, Nassau y Suffolk.

## Secesión en el norte

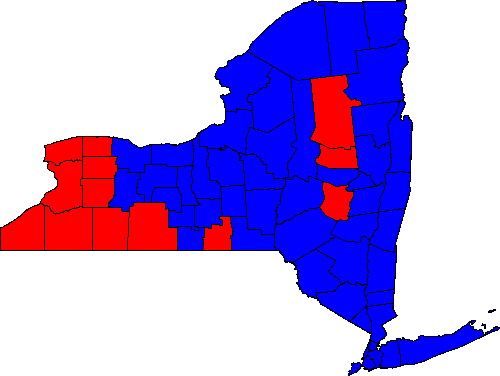
Estado de Nueva York, las áreas rojas muestras los condados en los que ganó Carl Paladino en las elecciones de 2010), que es donde ha recibido más apoyos la secesión.

Un movimiento paralelo a favor de un estado propio en el norte de Nueva York pretende la separación debido a los impuestos y otros asuntos económicos. Tales propuestos suelen escindirse de Albany (y supuestamente el Hudson River Valley) y la ciudad de Nueva York, dado el sentimiento de que Albany está controlado principalmente por políticos del área de la ciudad de Nueva York. Otro movimientos distinto pero análogo solo incluye Oeste de Nueva York, aunque a veces también partes de Centro de Nueva York y el Southern Tier; pretendiendo un estado independiente o comunidad llamada "Niagara".
Gran parte de la zona norte del estado había permanecido sin ser colonizada por los europeos hasta el siglo XIX, siendo habitada únicamente por los Haudenosaunee. Esta área no formó parte del estado de Nueva York durante los tiempos coloniales. A causa de un descuido o quizás para fomentar la competición, dos reyes de Inglaterra (Carlos I y Carlos II) adjudicaron la misma área de acuerdo con la concesión de mar a mar tanto a la colonia de la bahía de Massachusetts y como a la colonia de Nueva York. La colonia de Pensilvania también reclamó por separado gran parte del actual territorio del Southern Tier hasta el año 1774. No fue hasta 1786 con el Tratado de Hartford cuando se puso fin a la disputa, por el cual Nueva York obtuvo los derechos territoriales pero Massachusetts podría vender la tierra a los constructores. En 1792 se vendió a Pensilvania una parte que abarcaba la actual Erie que había sido adjudicada a Nueva York según el tratado. La frontera del Niágara, originalmente explorada y parte del Canadá francés, hacía la función de límite occidental de la Guerra Revolucionaria y (como territorio británico) de la Guerra de 1812, sin pasar a la soberanía norteamericana hasta finales de la guerra.
El rincón noreste de la provincia de Nueva York consiguió el autogobierno en 1777 durante la Revolución Americana, garantizándose su existencia como estado tal y como Vermont en 1791, siendo así el primer estado en la unión que no había existido previamente como colonia británica.
En la segunda mitad del siglo XX comenzó el apoyo a una separación dentro del norte del estado, en parte debido posiblemente a varios gobernantes de la Corte Suprema (Baker v. Carr y Reynolds v. Sims) que establecieron un madato de una persona, un voto en todas las legislaturas estatales. Los gobernantes dieron a la ciudad de Nueva York privilegios legislativos significativos con respecto al resto, lo que comenzó a su vez con un prolongado declive económico y poblacional. El exsenador estatal y congresista Randy Kuhl (de Hammondsport), abogó por dividir el estado en Nueva York y Oeste de Nueva York, e implementar varias medidas durante su estancia en el senado. Los senadores estatales Joseph Robach, Dale Volker y Michael Ranzenhofer, todos ellos republicanos del Oeste de Nueva York, propusieron un referéndum no-vinculante para buscar apoyos para la división del estado en noviembre de 2009. El asambleísta republicano Stephen Hawley presentó un proyecto de ley en febrero de 2013 para dar a cada condado la oportunidad de opinar sobre una potencial partición del estado. Hawley, que había hecho algo similar anteriormente, apoyó la idea sobre las bases de las enormes diferencias financiales y logísticas de cada región. Fred Smerlas, al hablar sobre una posible plataforma a favor de la candidatura al Congreso por Western New York, afirmó que realizaría la separación de la ciudad de Nueva York y el norte del estado, con prioridad máxima: Mir primera medida si llegara a ser elegido, sería coger una gran sierra y recortar la ciudad de Nueva York (My first act if I ever got elected would be to take a big saw and cut New York City off). Ambas partes del Tea Party en la región Búfalo apoyan alguna forma de secesión.
El Instituto Público Político del Estado de Nueva York dijo en mayo de 2004 sobre una posible separación: "La secesión sería imposible, y lo último que necesita Nueva York es cualquier tipo de confrontación entre la parte norte y sur. Sin embargo, dado el prolongado retraso en la economía del norte, a veces se piensa seriamente sobre si hay alguna manera de restructurar la relación para darle la oportunidad, o incluso libertad, para aminorar algunas de las desventajas que están ahogando su economía."

## Propuestas secesionistas intraestatales

Mapa con la localización del condado Peconic.

### Secesión del condado Peconic
El condado Peconic es un nuevo estado propuesto que se separaría de las cinco ciudades más orientales del condado de Suffolk: East Hampton, Riverhead, Shelter Island, Southampton y Southold, además de la reserva india Shinnecock.
El 71% de los votantes del extremo este aprobaron en 1997 una resolución no-vinculante para separarse. Sin embargo, la Asamblea Estatal de Nueva York nunca aprobó la entrada en vigor de tal legislación. Los periódicos de la zona especulaban sobre si la Asamblea tenía miedo de que animara una ola de separaciones en el estado, incluyendo Staten Island y quizás incluso la división del norte y sur de Nueva York.
El actual movimiento a favor de la secesión no ha estado activo desde 1998.

### Secesión de Staten
La ciudad de Nueva York existe como resultado de diversas acciones de la Legislación Estatal de Nueva York y podría reducirse por el mismo procedimiento. Se llevó a cabo un referéndum no-vinculante en Staten Island en 1998 para considerar si debería permitírsele la separación de la ciudad. El gobierno de la ciudad y el entonces alcalde David Dinkins se opuso a la votación, considerando que no debería permitirse el renferéndum por parte del estado a menos que la ciudad emitiera un mensaje home rule apoyándolo, lo cual no haría la ciudad. El gobernador Mario Cuomo disintió y la votación siguió adelante, la cual buscaba la secesión mediante la aprobación de una carta puebla, haciendo de Staten Island una ciudad independiente. 
El movimiento a favor de la secesión de Staten Island se apaciguó, o al menos aplazó el asunto, con la elección en la misma votación de Rudy Giuliani como alcalde de la ciudad, quien había hecho campaña con la promesa de abordar las inquietudes de Staten Island. El gran apoyo de Staten Island supuso un aumento de la pluralidad de Giuliani dentro de su ajustada victoria sobre Dinkins. Dos de sus mayores demandas eran cerrar el Fresh Kills Landfill y hacer gratuito el Ferry de Staten Island, ambas cumplidas.